# Uniramidesmus detersus
Uniramidesmus detersus är en mångfotingart som beskrevs av Sergei I. Golovatch 1979. Uniramidesmus detersus ingår i släktet Uniramidesmus och familjen plattdubbelfotingar. Inga underarter finns listade i Catalogue of Life.